# 小原流
小原流（おはらりゅう）は、日本のいけばなの流派である。

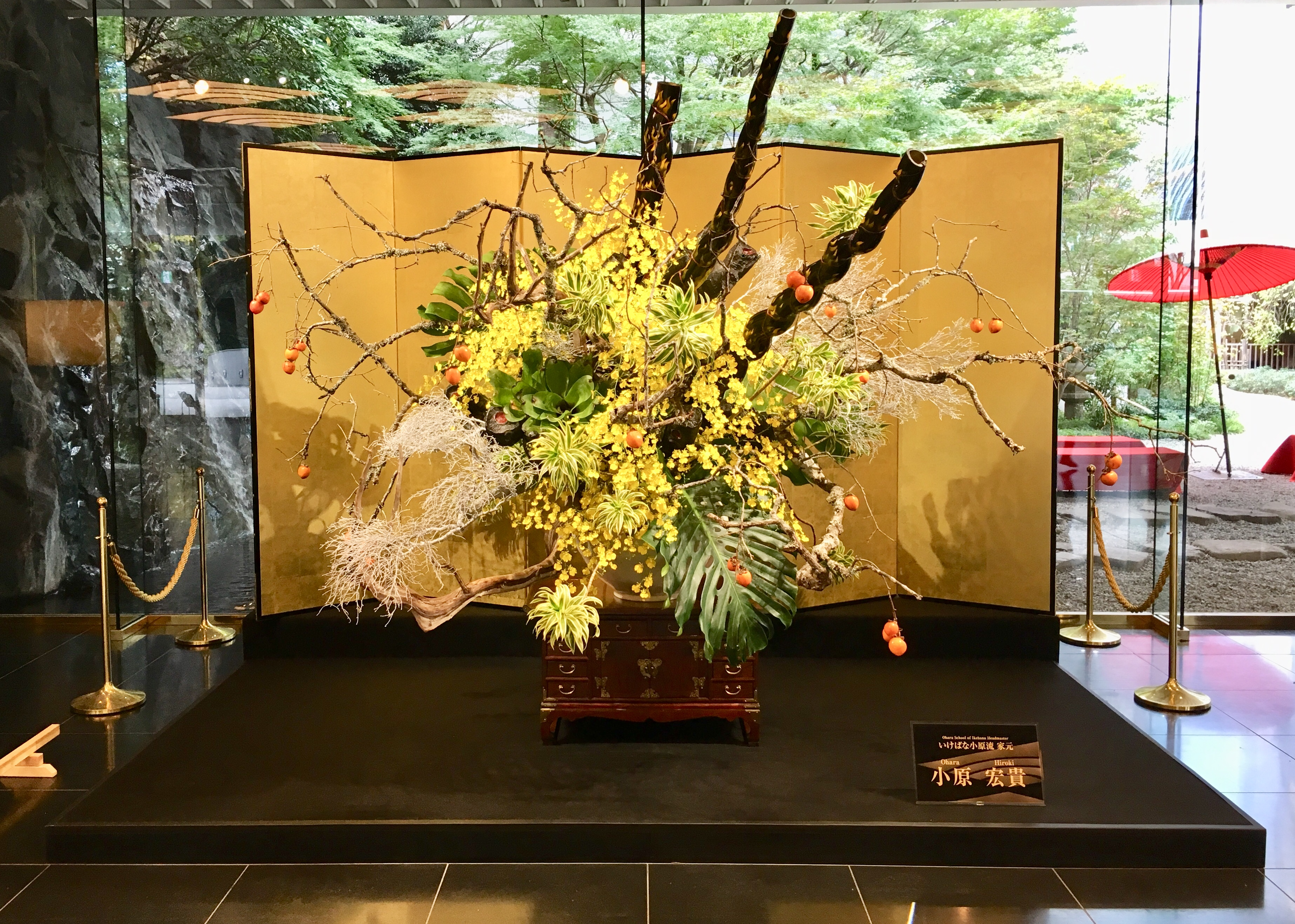
目黒雅叙園「いけばな×百段階段2018での小原流家元小原宏貴によるフラワーアレンジメント（2018年11月）

## 概要
1895年（明治28年）に池坊の門弟であった小原雲心（おはらうんしん）によって創始された（流のはじまりには諸説あるが、当欄では小原流により公式発表されている「雲心が盛花様式を考案した年」1895年を起点とする）。
1910年（明治43年）大阪府立博物場で花会をして『小原式国風（こくふう）盛花』を名乗り事実上池坊から独立した。流派が世に知られることとなったのは、1912年（大正元年/明治45年）、第1回小原式国風盛花展を大阪・三越において開いたことに始まる。雲心が生み出した盛花（もりばな）は口の広い水盤に、剣山を置き、花を盛るようにいけるもので、これにより、従来の線的な表現のみならず、面を活かした多様な表現が可能となった。当時の伝統的ないけばな界の人々からは雲心独流、雲心流と風評され認められず、床の間に盛花をいけるのは長襦袢で人前にでるようなものであると辛辣な評価をする者もあった。しかし、伝統的ないけばな界が受け入れなかった洋花を取り入れたり、雲心の盛花は日本の洋風化した生活には適し大衆には急速に受け入れられることとなる。
1916年（大正5年）正式に小原流と名乗る。小原雲心の跡を継いだ長男の二世家元小原光雲（おはらこううん）はデパートなど、あらゆる会場を使って展覧会を開き、当時の一般大衆に小原流いけばなを浸透させることに努めた。また、伝統的いけばな界では個人対象に伝授する方法がとられていたが、集団的教授をする方法を取り入れ効率化をすすめ、男性が独占していた教授職を女性にも開放し近代化した。商人を志していたこともある光雲は、経営の才覚に優れ、「いけばなはソロバンなり」との名言を残した。
現在、一般財団法人小原流の形態をとり、日本全国に144支部、国外に100支部以上を有する。

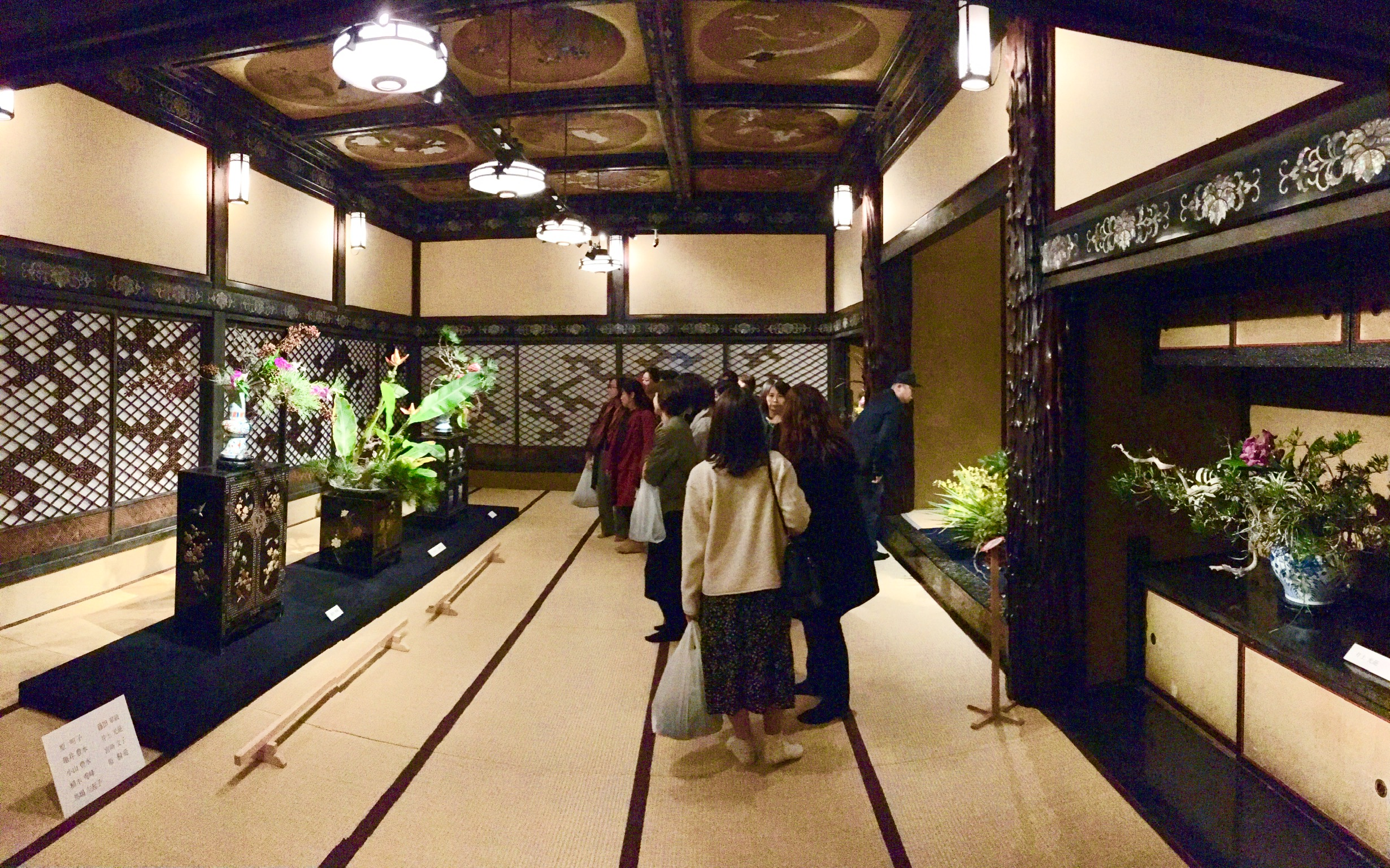
目黒雅叙園「いけばな×百段階段」

## ギャラリー

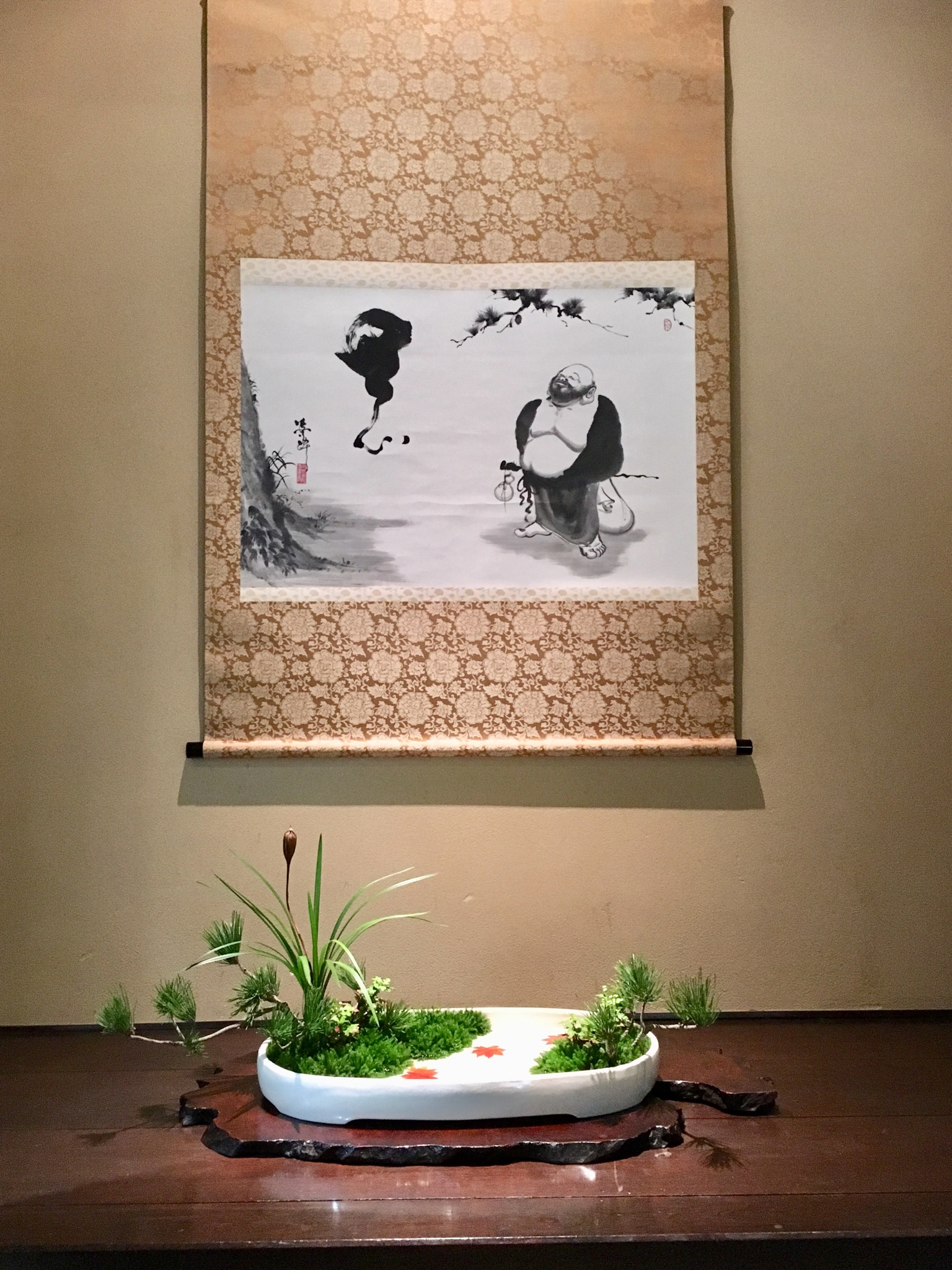
盛花
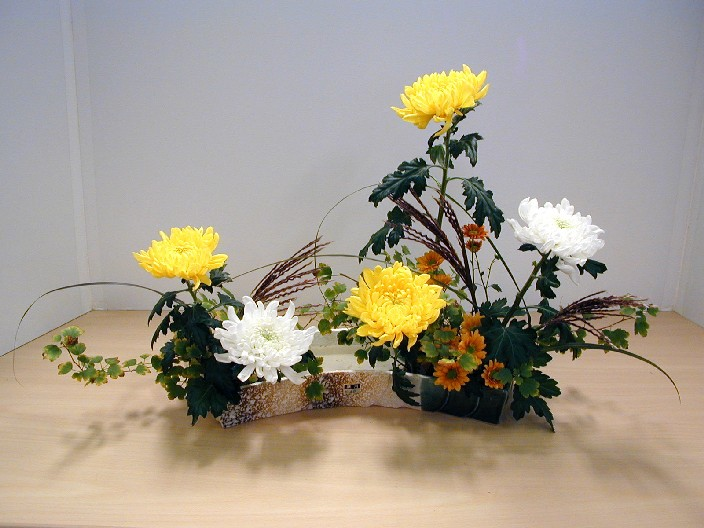
琳派(琳派絵師たちが描いた絵画的世界を、花で表現する挿法)
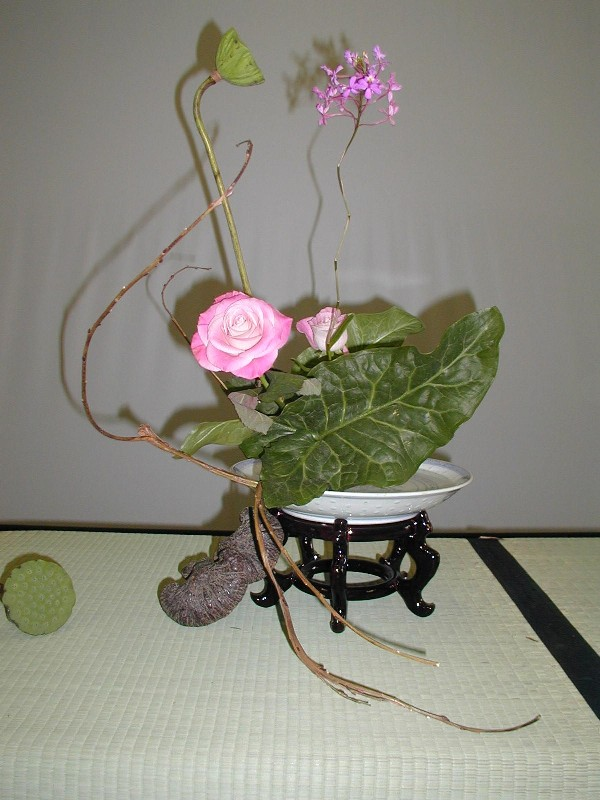
文人花（英語版）(中国の文人画の世界を取り入れた挿法)
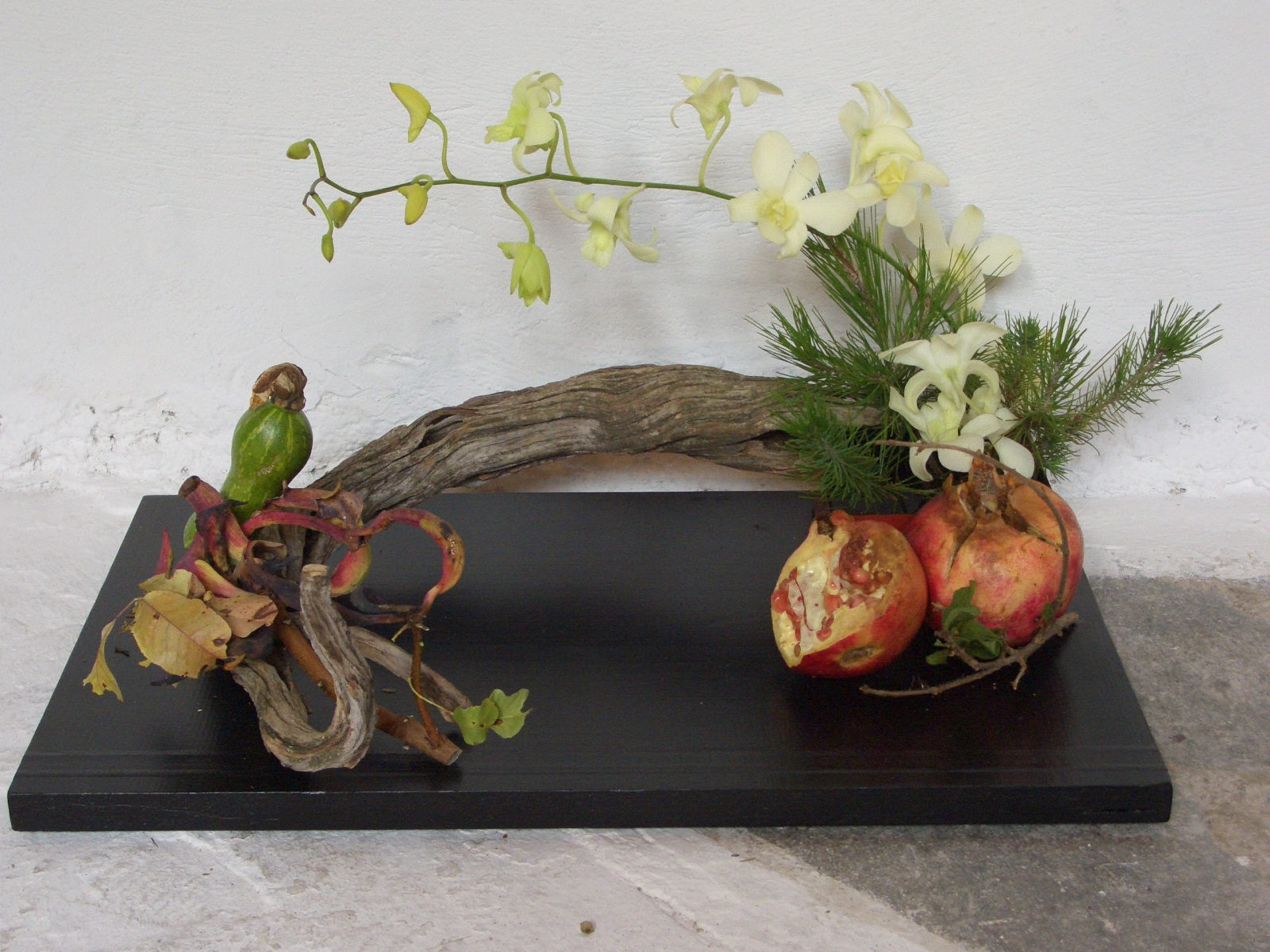
盛物(文人花の一つの挿法)

## 歴代家元（在任期間）
- 流祖 - 小原雲心   　1895年（明治28年）又は1912年（大正元年）〜1916年（大正5年）
- 二世家元 - 小原光雲   　1916年（大正5年）〜1938年（昭和13年）
- 三世家元 - 小原豊雲（おはらほううん）   　1938年（昭和13年）〜1995年（平成7年）
- 四世家元 - 小原夏樹（おはらなつき）   　　1995年（平成7年）※追贈
- 五世家元 - 小原宏貴（おはらひろき）   　1995年（平成7年）〜

## 関連施設
- 豊雲記念館 - 小原豊雲の顕彰施設、旧小原流芸術参考館

## 関連人物
- 小原規容子（四世家元夫人） - 一般財団法人小原流　代表（理事長）[8]
- 小原稚子（三世家元長女） - 小原流最高顧問、四世家元他界後、2010年まで家元代行として従事　2023没
- 小原（長瀬）紗容子（四世家元長女） - 一般財団法人小原流　理事[8]